# Muzeum Starożytnego Hutnictwa Świętokrzyskiego w Nowej Słupi
Muzeum Starożytnego Hutnictwa Świętokrzyskiego im. Mieczysława Radwana w Nowej Słupi – muzeum położone w Nowej Słupi (powiat kielecki). Placówka stanowiła oddział Muzeum Techniki i Przemysłu NOT w Warszawie. Z dniem 8 listopada 2016 placówka została przekazana Gminie Nowa Słupia.
Placówka powstała w związku od odkryciem na terenie Nowej Słupi, przy drodze na Święty Krzyż, starożytnych pieców hutniczych. Od 1956 roku warszawskie Muzeum Techniki i Przemysłu NOT podjęło starania, mające na celu zorganizowanie placówki muzealnej, będącej jednocześnie pawilonem ochronnym dla wykopalisk. Obiekt otwarto 29 maja 1960 roku. Wobec dużego zainteresowania ekspozycją, w latach 1967–1968 nastąpiła rozbudowa obiektu. Otwarcie nowych pomieszczeń miało miejsce w 1968 roku, wówczas też nadano muzeum imię Mieczysława Radwana – metalurga i badacza starożytnego hutnictwa.
Ekspozycja muzealna przedstawia technologię dawnego hutnictwa świętokrzyskiego (m.in. relikty dymarek), jego zasięg terytorialny oraz wyroby, uzyskane historycznymi metodami. Zaprezentowana jest również historia badań i wykopalisk. 
W 2011 roku w sąsiedztwie muzeum zostało otwarte Centrum Kulturowo-Archeologiczne w Nowej Słupi. Obecnie stanowi ono element wystawy stałej muzeum. Placówka jest jednym ze współorganizatorów Festiwalu Archeologicznego "Ludzie Ognia i Żelaza" w ramach dymarek w Nowej Słupi od 2017 r. 
W związku z przekazaniem muzeum Gminie Nowa Słupia w 2016 r. i wsparciu środków unijnych, rozpoczęto projekt przebudowy starego obiektu w nowoczesną, multimedialna placówkę. W 2021 r. udostępniono nowy budynek, dostosowany do zwiedzania przez osoby ze specjalnymi potrzebami, w tym z niepełnosprawnościami. 
Muzeum jest obiektem całorocznym, czynnym codziennie.